# Župnija Sv. Jurij v Prekmurju
Župnija Sv. Jurij v Prekmurju je rimskokatoliška teritorialna župnija dekanije Murska Sobota škofije Murska Sobota.
Do 7. aprila 2006, ko je bila ustanovljena škofija Murska Sobota, je bila župnija del Pomurskega naddekanata, ki je bila del škofije Maribor.

## Sakralni objekti
- cerkev sv. Jurija, Sveti Jurij (župnijska cerkev)
- cerkev sv. Marije Snežne, Fikšinci

## Župniki in kaplani cerkve Svetega Jurija

### Župniki
- Franc Muraj (1730-1778) – * Bűrica (danes Verica-Ritkarovci) 1699; † 20. september 1778.
- Janoš Hül kapelan (1764-1765), župnik (1779-1809) – * Krplivniku o. 1739; † 5. avgust 1809.
- Janoš Šiftar (1809-1816) – * Martijanci (Martjanci) o. 1780; † Kančevci, 10. april, 1822.
- Adolf pl. Augustitš (1816-1862), dekan Slovenske okrogline.
- Vendel Ratkovič (1858, potem 1862-1893) – Bil je iz Dolnje Lendave. * 5. septembra, 1834. Od 1862 do 1865 je župnik v cerkvi, od 1866 stanovnik v naselju. † 20. januar, 1906 Pápóc, Madžarska.
- Peter Jakopovič (1868) – * 19. november, 1818 v Kaniži. † 28. oktober, 1872 (kot upokojenec).
- Josip Čarič kapelan (1889-1891), župnik (1893-1935)

### Kaplani
- Matjaš Cipot (1758-1759) – * o. 1730, Mladetinci (Mlajtinci); † 28. maj, 1780, Martjanci.
- Franc Koroša (1760-1761) – * o. 1736, Renovica, Hrvaška, † 2. september, 1781, Turnišče.
- Mihajlo Horvat (1762-1763) – * 23. avgust, 1736, Nádas pri Kermendinu; † 11. december, 1783, Bogojina
- Matija Cvetan (1765-1776)
- Mihael Andrejč (1776?-1779) – * o. 1749, Dankovci; † 1. marec, 1787, Cankova
- Franc pl. Gombossy (1794-1795) – * 11. noveber, 1770, Tropovci; † Nagykölked pri Kermendinu, 30. november, 1836.
- Janoš Lutar (1797-1800) – * Sebeborcih o. 1773; † Dolencih 7. januar, 1835
- Blaž Haidt (1810-1811) – * Sombotel 17. avgust, 1787; † Szőce v Őrséu, 12. junij, 1837.
- Mihael Mies (1812-1814) – * Métnek pri Lentibi, 15. december, 1785; † 21. september, 1816, Martjanci.
- Matjaš Borovnjak (1813-1814) – * Mladetincih, 6. november 1785; † Črenšovci 16. marec, 1859.
- Jožef Košič kapelan (1815-1816)
- Šimon Švetič (1816-1817) – * 10. oktober, 1790, Alsóberkifalu pri Kermendinu; † Kemestaródfa, 24. avgust, 1852.
- Ivan Fabiankovitš (1816-1817) – * Koljnof na Gradiščanskem, 4. maj leta 1791; † Stinac na Gradiščanskem, 19. januar, 1850.
- Imre Dončec (1833-1835) – * Števanovci v Porabju, 8. junija, 1805; Bil je župnik v Kančevcih. † Monošter, 26. decembra, 1848.
- József Varga (1835-1842)
- Antal Góry (1842-1846) – * Sombotelm 25. november, 1809; Komárom, 29. maj, 1893.
- Marko Kovatšitš (1846-1847) – * Harasztifalu, 15. april, 1815; † Stinac, 26. februar, 1880.
- Ignác Pernhoffer (1847) – * Kiseg, 19. oktober, 1817; † Sveti Martin pri Rabi na Gradiščanskem, 23. september, 1859.
- János Szerényi (1847-1848) - pravi priimek mu je Cvörnjek. * Gornja Lendava (Grad), 9. marec, 1815. † Števanovci, 31. marec, 1869.
- János Antal Lelovits (1847-1851) – * Ružomberok, na današnjim Slovaškem, 14. november, 1821. † Jabing, na Gradiščanskem 26. april, 1881.
- Stjepan Kranc (1851-1854) - * Gornji Četar, 4. avgust, 1825; † Tömörd, 23. januar, 1884.
- Franc Šbül (1854-1858)
- Jožef Borovnjak (1858)
- József Nemeskövi (1858-1861) – Po rodu je bil Jud, pravi priimek mu je Edelstein. * Wisnik pri Wrocławu, 16. december, 1831; † Nagyszőllős 18. september, 1908.
- Baltazar Vugrinčič (1865, 1869-1870, 1874-1877) – * Sveti Juraj na Bregu v Medžimurju, 21. december 1842; † Črenšovci, 1. maj, 1917.
- Jožef Bagari (1866-67)
- Imre Németh (1870-1872) – * Čoba, 16. november, 1844; † Szentkirály, 24. januar, 1925.
- Ivan Kaus (1873-1874)
- János Roszmann (1877-1883) – * 24. januar, 1846, Kisegu. † Nagysároslak, 19. avgust, 1923.
- Ambró Tömör (1884) – * Kissitke, 2. avgust, 1857; † Budimpešta, 1. december, 1895.
- Janoš Bagari (1886-1887) – * Csesztreg, 1. maj, 1862; † Pertočam 28. november, 1929.
- Ivan Brezovitš (1887-1889) – * Sárvár, 24. maj, 1863; † o. 1908.
- Vincent pl. Kerestury (1891-1892) – * Bakovci, 18. januar, 1864. Župnik Cankove od 1909.
- Adolf Hajszányi (1892-1894) – * Novigrad (Güssing) 17. junij, 1866. Dekan v Novi (Železna županija).
- Nándor Fritz (1894-1896) – * Sombotel 1933; † ?
- Ferenc Stampf (1896-1897) – * Unterloisdorf (Gradiščanska), 7. marec, 1869; Župnik v Deutsch Kaltenbrunnu od 1903.
- Alojz Kühar (1897-1898) – * Satahovcih 3. julij, 1873. † Gornji Pterovci, 25. december 1927.
- Ivan Baša (1898-1902)
- Jožef Klekl (1902-1906)
- Lovrenc Horvat (1906-1907) – * Gornji Senik v Porabju, 11. junij, 1883. Emigriral je v Ameriko.
- Károly Neubauer (1907-1908) – * Szombatfa 6. december 1883. Župnik v Ženavcih na Gradiščanskem.
- József Bartal (1908-1909) – Pravi priimek mu je Zmaritš. * Likva (Gradiščanska), 20. avgust, 1884; Župnik v Wolfau-ju (Gradiščanska).
- Franc Faflik (1909-1911) – * Murska Sobota. Stanovnik v Kančevcih od 1916.
- Josip Ragašič (1911-1913) – * Tömördu 15. marec, 1884; Župnik v naselju Neumarkt im Tauchental (Gradiščanska) od 1917.
- Leo Tuba (1913-1918) – * Rábakecöl, 11. april, 1878; Pastiroval je v Avstriji (Oberlosidorf).
- Štefan Horvat (1918-1922) – * Nedelica 22. julij, 1884; Veroučitelj v Murski Soboti.
- Dr. László Székely (1918-1919) – *l v Budimpešta, 24. december, 1894. Bil je vatikanski prokurator in škofski svetnik.
- Števan Varga (1922-1923) – * Strehovci, 26. september, 1897. Župnik na Pertoči.
- Andrej Berden (1923-1932) – Rodil Bogojina 28. november, 1887; Župnik v Martjancih